# Jewgienij Tarle
Jewgienij Wiktorowicz Tarle (ros. Евгений Викторович Тарле; ur. 27 października?/8 listopada 1874 w Kijowie, zm. 6 stycznia 1955 w Moskwie) – rosyjski historyk; członek Akademii Nauk ZSRR. Współzałożyciel Moskiewskiego Państwowego Instytutu Stosunków Międzynarodowych.

## Życiorys
W 1892 rozpoczął naukę na Uniwersytecie Kijowskim. Prowadził studia nad Średniowieczem i Odrodzeniem w Europie Zachodniej. W 1903 przeprowadził się do Petersburga i związał się na stałe z tutejszym uniwersytetem, gdzie po raz pierwszy zapoznał się bliżej z marksizmem. W 1905 sympatyzował ze zrewolucjonizowanymi robotnikami i odniósł ranę w starciu z żandarmerią. Po 1905 szczegółowo zainteresował się rewolucją francuską i epoką napoleońską. Odbył kilkuletnie studia archiwalne we Francji, skupiając się na zagadnieniach rewolucji i napoleońskiej blokadzie kontynentalnej. I wojnę światową spędził w Rosji. Wykazywał się wówczas silną antyniemieckością połączoną z poglądami liberalnymi. Nie brał udziału w rewolucji październikowej i milczał przez kilka lat bezpośrednio po niej. Dopiero w 1927 wydał pracę Europa w epoce imperializmu 1871–1919. Potem publikował na tematy francuskie, m.in. o paryskich sankiulotach (Żerminal i Prerial). W 1936 opublikował fundamentalną pracę Napoleon. W latach 1941–1945 nie przerywał pracy naukowej, angażując się też w działania propagandowe i publicystyczne. Po wojnie publikował m.in. na temat wojny krymskiej, rosyjskiej marynarki wojennej XVIII i XIX wieku, a także biografię Charles-Maurice de Talleyranda. Pod koniec życia rozpoczął pisanie wielkiej pracy Naród rosyjski w walce z agresorami w XVIII, XIX i XX wieku, ale dokończył tylko pierwszy tom tego dzieła, dotyczący najazdu szwedzkiego.

## Zainteresowania
Pracował nad historią Francji, Rosji, Włoch, Wielkiej Brytanii, Grecji, Niemiec, Irlandii i Węgier. Pisał o Średniowieczu, Odrodzeniu, rewolucji francuskiej, a także historii XIX wieku. Zainteresowany był historią gospodarczą, społeczną i wojskowością. Celował w historii dyplomacji i biografiach.

## Wybrane publikacje
- Napoleon, Warszawa: Spółdzielnia Wydawnicza „Wiedza” 1946.
- Francuska rewolucja burżuazyjna 1789 r. i wojny napoleońskie, Warszawa: „Książka” Spółdzielnia Wydawnicza 1948.
- Talleyrand, tł. z jęz. ros. T. Łempicki, Warszawa: „Książka i Wiedza” 1951 (wyd. 2 – 1953, wyd. 3 – 1957).
- Nachimow, tł. z ros. Wacław Zawadzki, Warszawa: Wydawnictwo Ministerstwa Obrony Narodowej 1952.
- Wojna krymska, t. 1–2, tł. z ros. W. Zawadzki, Warszawa: Wydawnictwo Ministerstwa Obrony Narodowej 1953.
- Dzieje Europy 1871–1919, tłum. Zofia Korczak-Zawadzka, Wacław Zawadzki, wstęp: W. M. Chwostow, Warszawa: „Książka i Wiedza” 1960.

## Odznaczenia i nagrody
- Order Lenina (trzykrotnie)
- Nagroda Państwowa ZSRR I stopnia
- Order Czerwonego Sztandaru Pracy (dwukrotnie)[2]